# Lutikkalinna
Lutikkalinna est un immeuble résidentiel de Katajanokka à Helsinki en Finlande.

## Présentation
Lutikkalinna est un ancien immeuble résidentiel de six étages en briques rouges des Forces armées finlandaises.
Il est construit vers 1900 pour l'armée impériale russe puis transféré en 1918 à l'armée finlandaise, qui l'a utilisé jusque dans les années 1990.
L'édifice est rénové en 2002.
Il existe diverses explications pour le nom officieux du bâtiment.
Certains disent que des punaises auraient été trouvées dans l’immeuble où habitait un grand nombre de soldats russes de la flotte de la Baltique lorsque les Blancs ont pris Helsinki à la suite de la bataille d'Helsinki (en) d'avril 1918.
D'autres disent que le bâtiment, vu de Kruunuvuorenselkä, aurait une forme exceptionnellement plate et ressemblerait donc à une punaise.